# Landtagswahl in Kärnten 1945
- KPÖ: 3
- SPÖ: 18
- ÖVP: 14
- DPÖ: 1

Die Landtagswahl in Kärnten 1945 fand zusammen mit der Nationalratswahl in Österreich 1945 am 25. November 1945 statt und war die erste demokratische Wahl in Kärnten seit 1930. 

## Hintergrund
Nach der Besetzung Kärntens durch britische Truppen ab dem 8. Mai 1945 wurde die Verwaltung zunächst direkt von den Besatzungsbehörden, später von der Provisorischen Landesregierung vollzogen. Mit dem Ersten Kontrollabkommen zwischen den Alliierten vom 4. Juli 1945, den Länderkonferenzen im September und der Anerkennung der Provisorischen Staatsregierung Renner durch die westlichen Alliierten am 20. Oktober war der Weg zu den ersten Wahlen nach dem Zweiten Weltkrieg frei. Dabei fanden bundesweit zeitgleich Nationalrats- und Landtagswahlen statt. 
Die Zulassung der wahlwerbenden Parteien lag in Kärnten bei der britischen Militärregierung. Die Briten verlangten von allen Parteien die Unterzeichnung einer Erklärung, mit der sie sich für ein freies und unabhängiges Österreich, für die demokratischen Grundsätze, gegen jede Betätigung gegen die Besatzungsmächte aussprachen.
Neben den österreichweit antretenden Parteien SPÖ, ÖVP und KPÖ wurde in Kärnten auch noch die Demokratische Partei Österreichs als wahlwerbende Partei zugelassen. Die Funktionäre dieser Partei setzten sich aus kleinen Beamten, Angestellten, Landwirten und Gewerbetreibenden zusammen. In ihrem politischen Programm bildete sie eine Art Vorläufer für den Verband der Unabhängigen. Listenführer war der Metnitztaler Gutsbesitzer Ferdinand Knappitsch. 

### Rolle der slowenischen Minderheit
Am 27. Mai 1945 hatte Josip Broz Tito, der erfolgreiche Heerführer der kommunistischen Partisanen in Jugoslawien, in einer Ansprache in Ljubljana auf Basis der Atlantik-Charta territoriale Ansprüche Jugoslawiens auf Kärnten angemeldet, um die dortige slowenische Minderheit in den jugoslawischen Staatsverband einzugliedern. Nur Wochen zuvor hatten Titos Truppen bereits eigenmächtig die Vorkriegsgrenze zwischen Jugoslawien und Österreich übertreten, waren aber dann von Truppen der 8. Armee des Vereinigten Königreiches, welchem die Besatzung Kärntens nach den Vereinbarungen der Hauptsiegermächte zugedacht war, nach Slowenien zurückgedrängt worden.
Dennoch kam es bei den Wahlen in Kärnten vom November 1945 nicht zur Teilnahme einer slowenisch-nationalistischen Partei. Die britische Militärregierung verlangte als Teil der Erklärung, die Parteien vor einer Teilnahme unterzeichnen mussten, unter Punkt 5 folgende Zusicherung: Keine Partei wird Ansprüche oder Forderungen, Vorschläge oder Anspielungen hinsichtlich einer Neuüberprüfung, Abänderung oder Modifikation der bestehenden österreichisch-jugoslawischen oder irgendeiner anderen Grenze in öffentlichen Versammlungen oder in Werbeaktionen machen bis zur Einberufung der Friedenskonferenz oder bis zu einem früheren Zeitpunkt, der vom britischen Oberkommandierenden bestimmt werden kann.
Am 21. September stellt Josef Tischler, der Vertreter der Slowenen in der Provisorischen Landesregierung, bei der Militärregierung den Antrag auf Zulassung der Osvobodilna Fronta za Slovenska Koroška (OF, Befreiungsfront für Slowenisch Kärnten). Die Briten leiteten den Antrag befürwortend an die Alliierte Kommission in Wien weiter. Sie wiesen die Slowenen gleichzeitig darauf hin, bei den Veranstaltungen die Frage der Grenzziehung und des Anschlusses an Jugoslawien nicht anzusprechen. Bei den Kontrollen stellten die Briten fest, dass sich etliche Vertreter nicht daran hielten. Die OF war auch nicht bereit, die von den Briten geforderte Erklärung zu unterschreiben. Der dem katholisch-konservativen Lager angehörende Tischler versuchte zwischen den Briten und den Kommunisten innerhalb der OF zu vermitteln, er unterzeichnete auch am 5. November die Erklärung, um einen Antritt der Partei bei der Wahl zu ermöglichen. Tischler wurde jedoch daraufhin seiner Position als Parteiobmann der OF enthoben, er trat auch als Landesrat zurück. Der neue Parteiobmann Franc Petek verweigerte die Unterschrift, die OF wurde von den Briten von der Wahlliste gestrichen und durfte nicht mehr als Partei auftreten, durfte etwa keine Zeitung herausgeben. Die OF rief dazu auf, die Wahl zu boykottieren oder die KPÖ zu wählen.

## Wahlkampf
Um einen Wahlkampf überhaupt erst zu ermöglichen, erlaubten die Besatzungsmächte den Parteien größere Freiheiten. Die anerkannten politischen Parteien durften erstmals Zeitungen herausgeben, bis dahin wurden die Zeitungen von den Alliierten herausgegeben. Das Papier für die Zeitungen wie auch für Plakate und Flugzettel wurde den Parteien von den Briten zugeteilt. In Kärnten erschienen ab dem 28. Oktober die Wochenblätter „Neue Zeit“ der SPÖ und die „Kärntner Volkszeitung“ der ÖVP, ab 30. Oktober der „Volkswille“ der KPÖ und ab 8. November „Der Demokrat“ der Demokratischen Partei. Die Parteien erhielten auch Gelegenheit, sich insgesamt acht Stunden im Radio zu präsentieren. 
Im kurzen Wahlkampf lassen sich zwei Phasen unterscheiden: Am Beginn stand die Selbstpräsentation der Parteien und die Darstellung ihrer Parteiprogramme im Vordergrund. Erst in der zweiten Hälfte stand die politische Konfrontation im Vordergrund. 
Hauptthemen des Wahlkampfes waren die Sozial- und Wirtschaftsprogramme der Parteien. Daneben war die Frage der Entnazifizierung ein wichtiger Punkt. Zwar waren Mitglieder der NSDAP und ihrer Waffenorganisationen von der Wahl ausgeschlossen, jedoch warfen sich die Parteien gegenseitig vor, ehemalige Nationalsozialisten zu bevorzugen. Ein weiteres Thema des Wahlkampfs war die demokratische bzw. undemokratische Vergangenheit des jeweiligen politischen Mitbewerbers.

## Ergebnis
Rund 15 Prozent der erwachsenen Bevölkerung waren aufgrund ihrer NS-Vergangenheit von dieser Wahl ausgeschlossen. Aus diesem Grund und aufgrund der vielen Kriegsgefallenen betrug der Frauenanteil unter den Wahlberechtigten 62 Prozent. Das, obwohl der Großteil der Soldaten bereits heimgekehrt war. Die Wahlbeteiligung betrug 89,4 Prozent.
| Partei                                  | Stimmen | Prozent | Mandate |
| --------------------------------------- | ------- | ------- | ------- |
| Sozialistische Partei Österreichs (SPÖ) | 87.573  | 48,8    | 18      |
| Österreichische Volkspartei (ÖVP)       | 71.279  | 39,7    | 14      |
| Kommunistische Partei Österreichs (KPÖ) | 14.521  | 8,1     | 3       |
| Demokratische Partei Österreichs (DPÖ)  | 5.953   | 3,3     | 1       |

Das Ergebnis der Nationalratswahl war in Kärnten praktisch identisch mit dem der Landtagswahl, die SPÖ kam auf 48,8 Prozent, die ÖVP auf 39,8, die KPÖ auf 8,1 und die DPÖ auf 3,3 Prozent. Die SPÖ stellte somit fünf Abgeordnete zum Nationalrat, die ÖVP vier. Das zehnte Kärntner Nationalrats-Mandat wurde über das Reststimmenverfahren im Wahlkreisverband vergeben. 
Gegenüber der letzten Landtagswahl vom 9. November 1930 steigerten sich die Sozialisten um 10,1 Prozent, während die ÖVP im Vergleich zu den bürgerlichen Parteien der ersten Republik um 8,6 Prozentpunkte verlor. In den Bezirken Hermagor und Spittal war die ÖVP stärker als die SPÖ, im Bezirk Wolfsberg lag die SPÖ nur knapp vor der ÖVP. In den übrigen Bezirken lag die SPÖ deutlich vor der ÖVP. Die Kommunisten waren mit 8,1 Prozent wesentlich stärker als in den übrigen Bundesländern. Überdurchschnittlich war ihr Anteil im Raum Villach, in einigen Industrieorten sowie im gemischtsprachigen Gebiet.

## Konstituierung des Landtages
Die provisorische Landesregierung hatte in ihrer letzten Sitzung am 7. Dezember nach Parteienverhandlung die Richtlinien für die Eröffnung des Kärntner Landtages erlassen. Die Konstituierung fand somit auf der Grundlage der letzten demokratischen Landesverfassung von 1930 sowie der Geschäftsordnung vom 29. April 1931 statt. Die Einberufung erfolgte somit durch den Landeshauptmann. Die konstituierende Sitzung fand am 10. Dezember nicht im Landhaus, das von den Briten beschlagnahmt war, sondern im Sitzungssaal des Klagenfurter Rathauses statt. Die Sitzung wurde vom früheren Präsidenten des Landtags geleitet. Der Präsident des letzten demokratisch gewählten Landtags war Julius Lukas sen. Dies war ebenso ein Zeichen für eine demokratische Kontinuität wie auch die Zählung der Gesetzgebungsperiode: die 1945 beginnende wurde als 16. Gesetzgebungsperiode gezählt, der Ständische Landtag der Jahre 1934 bis 1938 somit nicht mitgezählt.
Nach der Angelobung der Abgeordneten wurde die Wahl des Präsidiums durch Verlesung der Fraktionsvorschläge vollzogen. Unter dem neugewählten Präsidenten, Jakob Sereinigg (SPÖ), erfolgte die Wahl des Landeshauptmanns wie der übrigen Mitglieder der Landesregierung, die jeweils mit 32 gegen vier Stimmen, also SPÖ und ÖVP gegen KPÖ und DPÖ, erfolgte.